# Pinan Sandan
Pinan Sandan è un kata del Karate, il terzo dei cinque di "base", detti Pinan, del Wado-Ryu, dello Shitō-ryū e dello Shotokan.